# Li Jinzhe
Li Jinzhe (李金哲S, Lǐ JīnzhéP; 1º settembre 1989) è un lunghista cinese.

## Palmarès
| Anno | Manifestazione             | Sede      | Evento         | Risultato | Prestazione | Note                                     |
| ---- | -------------------------- | --------- | -------------- | --------- | ----------- | ---------------------------------------- |
| 2007 | Campionati asiatici        | Amman     | Salto in lungo | 8º        | 7,62 m      |                                          |
| 2009 | Mondiali                   | Berlino   | Salto in lungo | 13º (q)   | 8,01 m      |                                          |
| 2009 | Campionati asiatici        | Guangzhou | Salto in lungo | Oro       | 8,16 m      |                                          |
| 2010 | Mondiali indoor            | Doha      | Salto in lungo | 18º       | 7,68 m      |                                          |
| 2011 | Campionati asiatici        | Kōbe      | Salto in lungo | 5º        | 7,79 m      |                                          |
| 2012 | Campionati asiatici indoor | Hangzhou  | Salto in lungo | Oro       | 7,98 m      |                                          |
| 2012 | Olimpiadi                  | Londra    | Salto in lungo | 20º       | 7,77 m      |                                          |
| 2013 | Mondiali                   | Mosca     | Salto in lungo | 12º       | 7,86 m      |                                          |
| 2014 | Mondiali indoor            | Sopot     | Salto in lungo | Argento   | 8,23 m      | Miglior prestazione personale stagionale |
| 2014 | Giochi asiatici            | Incheon   | Salto in lungo | Oro       | 8,01 m      |                                          |
| 2015 | Mondiali                   | Pechino   | Salto in lungo | 5º        | 8,10 m      |                                          |